# Double Up (R. Kelly)
Double Up è l'ottavo album in studio di R. Kelly, uscito il 29 maggio 2007.

## Il disco
Include le produzioni dello stesso R. Kelly (che ha prodotto tredici delle diciotto tracce), Polow Da Don e The Runners. I featuring sono quelli di Nelly, Snoop Dogg, Swizz Beatz, Chamillionaire, T.I., T-Pain, Keyshia Cole, Usher e Ludacris. Il primo singolo è I'm a Flirt (Remix), che si piazza alla posizione numero 2 delle classifiche; il secondo Same Girl.
L'album era già disponibile su Internet il 21 maggio, otto giorni prima della sua uscita ufficiale. Il 25 maggio, quattro giorni dopo, era invece possibile scaricarlo su iTunes. Il 3 giugno 2007 il disco è entrato alla posizione numero 10 della Chart degli album più venduti nel Regno Unito. Ha poi debuttato alla posizione numero uno della Billboard 200 statunitense, diventando in questo modo il quinto album di R. Kelly entrato direttamente alla prima posizione di questa classifica. Negli Stati Uniti l'album ha venduto in totale 935 000 copie.
Nell'album è presente la canzone Rise Up, che R. Kelly ha scritto in memoria del massacro avvenuto al college di Virginia Tech un mese prima dell'uscita del disco, il 16 aprile.

## Tracce
1. The Champ (feat. Swizz Beatz) - 1:50 - (R. Kelly)
2. Double Up (feat. Snoop Dogg) - 4:48 - (R. Kelly, C. Broadus, C. Bereal, K. Bereal, C.X. Brockman, C. Keyes, N. Stewart)
3. Tryin' to Get a Number (feat. Nelly) - 3:47 - (R. Kelly, C. Haynes)
4. Get Dirty (feat. Chamillionaire) - 3:56 - (R. Kelly, H. Seriki)
5. Leave Your Name - 3:27 - (R. Kelly)
6. Freaky in The Club - 4:35 - (R. Kelly)
7. The Zoo - 3:39 - (R. Kelly)
8. I'm a Flirt (Remix) (feat. T.I. & T-Pain) - 5:32 - (R. Kelly, S. Moss, R. Jackson, C. Harris, F. Najm)
9. Same Girl (feat. Usher) - 4:12 - (R. Kelly)
10. Real Talk - 3:00 - (R. Kelly)
11. Hook It Up (feat. Huey) - 4:15 - (R. Kelly, L. Franks jr.)
12. Rock Star (feat. Ludacris & Kid Rock) - 4:47 - (R. Kelly, C. Bridges)
13. Best Friend (feat. Keyshia Cole & Polow Da Don) - 4:41 - (R. Kelly)
14. Rollin' - 4:47 - (R. Kelly)
15. Sweet Tooth - 2:50 - (R. Kelly)
16. Havin' a Baby - 3:34 - (R. Kelly)
17. Sex Planet - 5:35 - (R. Kelly)
18. Rise Up - 3:31 - (R. Kelly)

### Tracce bonus
1. Ringtone (USA/Giappone/Canada/UK/Russia/iTunes bonus track) - 3:41 - (R. Kelly, J. Jones, T. Nash, W. Hodge)
2. I Like Love (Giappone/Canada bonus track) - 3:20 - (R. Kelly)
3. Ooh Baby (iTunes bonus track) - 3:38 - (R. Kelly)
4. Good Sex (feat. Twista) (iTunes bonus track) - 3:40 - R. Kelly, A. Harr, J. Jackson, C.T. Mitchell

### Tracce escluse dall'album
1. R. Again (feat. Swizz Beatz & Cassidy)
2. Same Girl 2 (feat. T-Pain)
3. Pull Your Hair
4. Blow It Up (feat. Young Jeezy & Young Dro)